# Janvier 1916 (guerre mondiale)
Décembre 1915 - janvier 1916 - Février 1916
- 1er janvier : 
  - Installation officielle du gouvernement général de Serbie, administration militaire austro-hongroise en Serbie occupée, placée sous la responsabilité du général Johannes Salis von Seewischen[1].

- 4 janvier :
  - Première tentative britannique de desserrer le Siège de Kut-el-Amara. cette tentative échoue définitivement le 21 février suivant.

- 5 janvier : 
  - Assaut austro-hongrois sur les lignes monténégrines, rapidement débordées.
  - Élévation de Ferdinand Ier de Bulgarie au grade de Maréchal allemand par Guillaume II, lors d'une cérémonie à Nis.

- 7 janvier :
  - Conseil de la couronne austro-hongroise : le sort légal des territoires serbes occupés par la double monarchie est débattu, le premier ministre hongrois, Istvan Tisza, s'oppose à Franz Conrad von Hötzendorf, Commandant en chef de l'armée commune sur la question de l'annexion des territoires serbes, le Hongrois s'oppose à tout projet d'annexion en Serbie[2]

- 8 janvier : 
  - Attaque des positions monténégrines par les unités austro-hongroises positionnées en Dalmatie.

- 10 janvier : 
  - Début des opérations russes contre la ville ottomane d'Erzurum.
  - occupation des positions monténégrines sur le mont Lovćen, objectif de l'offensive, par les troupes austro-hongroises.

- 11 janvier :
  - Retraite des unités monténégrines sur l'ensemble du front austro-monténégrin[3].
  - Évacuation de Cetinje par le gouvernement monténégrin, qui se réfugie à Scutari

- 13 janvier : 
  - Prise de Cetinje, capitale du Monténégro, par les troupes austro-hongroises.
  - Percée bulgare dans la région de Tirana[4]

- 14 janvier : 
  - Le gouvernement serbe quitte Scutari, évacué vers Brindisi par la flotte italienne.

- 16 janvier : 
  - Occupation française de Corfou. Les troupes serbes débarquent dans l’île.
  - Le gouvernement monténégrin accepte le principe d'un armistice avec les Austro-hongrois, en dépit de l'opposition des militaires monténégrins[5].

- 18 janvier :
  - Fuite du roi Nicolas Ier du Monténégro à Scutari.
  - Débarquement à Corfou du gouvernement serbe et de son premier ministre, Nikola Pašić.

- 21 janvier : 
  - Évacuation totale de Scutari par les Serbes, civils et militaire[6].

- 23 janvier : 
  - Signature de la reddition du Royaume du Monténégro.
  - Bataille de Rafajlowa : succès austro-hongrois contre le dispositif russe dans les Carpates.

- 24 janvier
  - Occupation de San Giovanni di Medua par l'armée austro-hongroise engagée à la poursuite de l'armée serbe en déroute[6].

- 31 janvier : 
  - raid aérien de neuf dirigeables allemands sur Liverpool, causant la mort de 70 civils.